# Décio Recaman
Décio Quaresma Recaman (Rio de Janeiro, 2 maggio 1934 – Rio de Janeiro, 14 marzo 1978) è stato un calciatore brasiliano, di ruolo centrocampista.

## Carriera
Con l'Español giocò un totale di 69 partite segnando 10 gol. Con il Valencia vinse due Coppe delle Fiere.

## Palmarès

### Competizioni internazionali
- Coppa delle Fiere: 2

Valencia: 1961-1962, 1962-1963